# Ashutosh Gowariker
Ashutosh Gowariker (en marathi आशुतोष गोवारिकर) (Bombai, 15 de febrer de 1964) és un director de cinema indi, actor, guionista i productor. És especialment conegut a Occident per haver realitzat les pel·lícules Lagaan (2001), Swades (2004) i Jodhaa Akbar (2008), que han gaudit d'una difusió internacional important. Ha estat nominat als Oscars i als Premis del Cinema Europeu i ha guanyat un National Awards, cinc Filmfare Awards i altres premis internacionals. El 2005 va esdevenir membre de l'Acadèmia amb dret de vot.

## Filmografia com a director
- 1993: Pehla Nasha, amb Deepak Tijori, Raveena Tandon i Pooja Bhatt
- 1995: Baazi, amb Aamir Khan i Mamta Kulkarni
- 2001: Lagaan, amb Aamir Khan, Gracy Singh, Rachel Shelley i Paul Blackthorne
- 2004: Swades, amb Shahrukh Khan i Gayatri Joshi
- 2008: Jodhaa Akbar, amb Aishwarya Rai i Hrithik Roshan
- 2009: What's Your Raashee? amb Harman Baweja i Priyanka Chopra
- 2010: Khelein Hum Jee Jaan Sey amb Abhishek Bachchan i Deepika Padukone
- 2016: Mohenjo-Daro amb Hrithik Roshan i Pooja Hegde